# Spadicoides verrucosa
Spadicoides verrucosa är en svampart som beskrevs av V. Rao & de Hoog 1986. Spadicoides verrucosa ingår i släktet Spadicoides och familjen Helminthosphaeriaceae.   Inga underarter finns listade i Catalogue of Life.